# Nancy Drew (Fernsehserie, 2019)
Nancy Drew ist eine US-amerikanische Fernsehserie, die seit 2019 von CBS Television Studios für den US-Sender The CW produziert wird und auf der Titelheldin der gleichnamigen Kriminalromanserie basiert. Sie bildet die dritte Fernsehserie über den Charakter nach The Hardy Boys/Nancy Drew Mysteries (1977–1979) und Nancy Drew (1995).
Im März 2022 wurde die Serie um eine vierte Staffel verlängert. Im Oktober 2022 wurde das Ende der Serie nach der vierten Staffel bekanntgegeben.

## Handlung

### Staffel 1
Die junge, aufgeweckte und neugierige Amateur-Detektivin Nancy Drew ermittelte gelegentlich in ihrer Heimatstadt Horseshoe Bay. Nach dem plötzlichen Tod ihrer Mutter Katherine lässt Nancy die Chance, auf der Uni zu studieren, verstreichen und gibt auch ihre Ermittlertätigkeit auf. Nancy arbeitet als Kellnerin im Restaurant The Bayside Claw und hat eine heimliche Affäre mit Ned „Nick“ Nickerson. Als dort die reiche Tiffany Hudson ermordet aufgefunden wird, werden Nancy, Nick, Georgia „George“ Fan, Bess Marvin und Ace für Tatverdächtige gehalten.
Nancy beginnt daraufhin die Ermittlungen und kommt einigen Geheimnissen auf die Spur. Georgia hat eine heimliche Affäre mit Tiffanys Ehemann Ryan, bis sie erkennt, dass er sie niemals als die Frau an seiner Seite akzeptieren wird. Nick wurde wegen Mordes verurteilt und Tiffany hat damals die Aussage gegen ihn gemacht. Die beiden haben sich während Nicks Gefängnisaufenthalt kennen gelernt und wurden Freunde. Bess ist kein verwöhntes Girlie, sondern kommt aus ärmlichen Verhältnissen und glaubt, dass sie von den reichen Marvins abstammt. Sie beginnt eine Beziehung mit Lisbeth. Nancys Vater Carson hat eine heimliche Beziehung mit Karen Hart, die im Mordfall Tiffany ermittelt. Ace arbeitet heimlich für Chief E. O. McGinnis, um ihm Informationen über die Gruppe zu liefern. Er hatte eine Beziehung zu Laura Tandy, der Schwester von Tiffany, die nicht an einen natürlichen Tod ihrer Schwester glaubt. Den Totenschein, der einen natürlichen Tod bescheinigt, hatte Ryan gefälscht, um an das Erbe seiner Frau zu kommen, da er sonst pleite gewesen wäre. Nancy und Nick trennen sich. Nancy beginnt eine Beziehung mit Bess´ Cousin Owen Marvin, während sich Nick und Georg näher kommen.
Mit der Zeit kommt Nancy dahinter, dass der Mordfall Tiffany mit dem 19 Jahre zurückliegenden Mordfall an Lucy Sable zusammen hängt. Nancy und Ryan werden von dem Geist Lucy heimgesucht. Es kommt heraus, dass Ryan und Lucy in der Highschool kurzzeitig eine Beziehung führten, was Ryans Eltern missbilligten. Nancy vermutet, dass ihre Eltern etwas mit dem Tod von Lucy zu tun hatten, da ihr Vater für die Hudsons gearbeitet hat. Während ihren Ermittlungen kommen Nancy und ihre Freunde der Wahrheit auf die Spur. Tiffany wurde von Lucys Bruder Josh Dodd vergiftet. Das Gift hatte er von Det. Karen Hart erhalten, damals Lucys beste Freundin. Karen und Josh glaubten, dass Ryan für den Tod von Lucy verantwortlich war und wollten ihn töten. Jedoch wurden die Gerichte von Ace unwissentlich vertauscht, wodurch Tiffany das vergiftete Essen aß und starb. Josh kann fliehen und tötet später Owen, bevor er verhaftet wird.
Da Nancy nicht glaubt, dass Ryan der Täter von Lucy ist, ruft sie mit ihren Freunden den Wassergeist Agleaca, der das Skelett von Lucy zu Tage fördert. Dies führt dazu, dass herauskommt, dass Lucy kurz vor ihrem Sturz von den Klippen ein Kind bekommen hat. Nancy ist die Tochter von Lucy und Ryan. Carson und Katherine haben Nancy aufgenommen und sie als ihre Tochter angesehen. Nancy findet ein altes Tagebuch von Lucy, in welchem diese ihren Selbstmord ankündigt. Der Deal mit Agleaca hat jedoch für die Freunde Konsequenzen. Alle von ihnen sehen ihren eigenen Tod vorher: George und Nick ertrinken, Ace wird an einem Fleischhaken aufgespießt, Bess verbrennt zu Tode und Nancy stirbt genauso wie ihre Mutter, indem sie von einer Klippe stürzt.

### Staffel 2
Nancy und ihre Freunde sind immer noch von den Visionen aus dem Staffelfinale geschockt. Die Freunde erkennen, dass sie Agleaca aufhalten müssen, bevor alles zu spät ist.
Nancy hat außerdem damit zu kämpfen, dass ihr leiblicher Vater der korrupte Milliardär Ryan Hudson ist, der jetzt versucht eine Beziehung aufzubauen.

### Staffel 3
In Staffel 3 bekommen es Nancy und ihre Freunde mit einem mysteriösen Mörder zu tun, der das Herz seiner Opfer herausreißt und den herzlosen Brustkorb einfriert (im Original "Frozen Heart Killer" genannt). Ebenfalls die Intentionen von Temperance Hudson, einer Vorfahrin Nancys, die von den Toten auferstanden und in einen jungen Körper gefahren ist, sind den Freunden suspekt.

## Produktion
Ursprünglich wurde die Fernsehserie 2015 für CBS entwickelt und wanderte anschließend zu NBC. Im Jahr 2018 erwarb der Fernsehsender The CW das Projekt, der einen Piloten bestellte. Die Serie wurde dabei von Josh Schwartz und Stephanie Savage entwickelt. Die Hauptrolle der Nancy Drew übernahm die Newcomerin Kennedy McMann. Weitere Hauptrollen wurden mit Tunji Kasim, Alex Saxon, Leah Lewis und Scott Wolf besetzt. Pamela Sue Martin, die die Hauptrolle der Nancy Drew in The Hardy Boys/Nancy Drew Mysteries gespielt hat, wurde für einen Gastauftritt engagiert.
Im Mai 2019 wurde von The CW eine erste Staffel bestellt. Die Dreharbeiten dazu begannen am 22. Juli 2019 in Vancouver, British Columbia. Da die Einschaltquoten für den Fernsehsender zufriedenstellend war, wurde im Oktober 2019 eine volle Staffel mit 22 Episoden bestellt. Aufgrund der COVID-19-Pandemie wurde die Produktion der ersten Staffel im März 2020 eingestellt. Somit endet die erste Staffel nach der 18. Folge.
Bereits am 7. Januar 2020 wurde die Serie um eine zweite Staffel verlängert. Die Dreharbeiten zur zweiten Staffel begannen wegen der COVID-19-Pandemie am 29. September 2020. Kurze Zeit später musste die Arbeiten aufgrund von Verzögerungen beim Empfang der COVID-19-Testergebnisse für Besetzung und Crew kurzzeitig eingestellte werden. Die Dreharbeiten konnten am 29. April 2021 fertiggestellt werden.
Im Februar 2021 wurde eine dritte Staffel der Serie bestellt, deren Dreharbeiten von Juli bis Dezember 2021 stattfanden.

## Besetzung und Synchronisation
Die deutsche Synchronisation wird von der Synchronfirma Scalamedia GmbH in München erstellt. Verantwortlich für die Dialogregie sind Hubertus von Lerchenfeld, Michael Rüth und Sarah Riedel und für das Dialogbuch von Lerchenfeld.

### Hauptdarsteller
| Rolle                               | Schauspieler     | Hauptrolle (Folgen) | Synchronsprecher       |
| ----------------------------------- | ---------------- | ------------------- | ---------------------- |
| Nancy Drew / Nancy Hudson           | Kennedy McMann   | 1.01–               | Katharina Schwarzmaier |
| Georgia „George“ Fan / Odette Lamar | Leah Lewis       | 1.01–               | Marcia von Rebay       |
| Bess Marvin                         | Maddison Jaizani | 1.01–               | Patricia Strasburger   |
| Ned „Nick“ Nickerson                | Tunji Kasim      | 1.01–               | Tobias Kern            |
| Ace                                 | Alex Saxon       | 1.01–               | Maximilian Belle       |
| Ryan Hudson                         | Riley Smith      | 1.01–               | Jochen Paletschek      |
| Carson Drew                         | Scott Wolf       | 1.01–               | Frank Schaff           |
| Det. Karen Hart                     | Alvina August    | 1.01–1.16           | Shandra Schadt         |

### Nebendarsteller
| Rolle                | Schauspieler            | Nebenrolle (Folgen)                               | Synchronsprecher |
| -------------------- | ----------------------- | ------------------------------------------------- | ---------------- |
| Chief E.O. McGinnis  | Adam Beach              | 1.01, 1.04, 1.07, 1.16                            | Patrick Schröder |
| Tiffany Hudson       | Sinead Curry            | 1.01–1.05, 1.13–1.14                              | Franziska Ball   |
| Lucy Sable           | Stephanie Van Dyck      | 1.01–1.10, 1.14, 1.16                             | Theresa Sperling |
| Katherine Drew       | Sara Canning            | 1.01, 1.04, 1.09, 1.13, 1.16                      | Tatjana Pokorny  |
| Lisbeth              | Katie Findlay           | 1.02, 1.05–1.06, 1.08, 1.11, 1.18, 2.04           | Maren Rainer     |
| Victoria Fan         | Liza Lapira             | 1.04–1.05, 1.07, 1.17                             | Natascha Geisler |
| Everett Hudson       | Martin Donovan          | 1.04, 1.11, 1.16                                  |                  |
| Everett Hudson       | Andrew Airlie           | 2.01, 2.16–2.17                                   |                  |
| Owen Marvin          | Miles Gaston Villanueva | 1.05–1.06, 1.09–1.11, 1.15, 1.17                  | Manou Lubowski   |
| Celia Hudson         | Teryl Rothery           | 1.06, 1.10–1.11, 2.08–2.12, 2.16                  |                  |
| Hannah Gruen         | Carmen Moore            | 1.13, 1.18, 2.02–2.03, 2.05–2.06, 2.17–2.18, 3.06 |                  |
| Detective Abe Tamura | Ryan-James Hatanaka     | 1.16, 2.01–2.03, 2.06, 2.10, 2.14, 2.17           |                  |
| Amanda Bobbsey       | Aadila Dosani           | 2.01, 2.07, 2.09, 2.13, 2.15–2.16, 2.18, 3.06     |                  |
| Gil Bobbsey          | Praneet Akilla          | 2.01, 2.09–2.10, 2.13, 2.17–2.18                  |                  |
| Grant                | Shannon Kook            | 2.08–2.12                                         |                  |
| Temperance Hudson    | Bo Martynowska          | 2.18–3.02, 3.05, 3.08                             |                  |
| D.A. Jean Rosario    | Erica Cerra             | 2.12–3.11                                         |                  |
| Agent Park           | John Harlan Kim         | 3.01–                                             |                  |
| Kwame                | Jesse Muhoozi           | 3.04, 3.07–3.08, 3.12                             |                  |
| Charity Hudson Dow   | Olivia Taylor Dudley    | 3.08–                                             |                  |

## Ausstrahlung
Vereinigte Staaten
Die Serienpremiere fand am 9. Oktober 2019 im Anschluss an Riverdale statt. Das Staffelfinale wurde am 15. April 2020 ausgestrahlt. Die zweite Staffel wurden zwischen dem 20. Januar und dem 2. Juni 2021 auf The CW ausgestrahlt. Die dritte Staffel feierte am 8. Oktober 2021 Premiere.
Deutschland
Im Juni 2020 wurde bekannt, dass Joyn Plus+ die deutsche Rechte an der Serie erworben hat. Die erste Staffel ist seit dem 30. Juli 2020 auf dem Streaminganbieter abrufbar. Die zweite Staffel steht seit dem 5. August 2021 zum Abrufen bereit.

## Episodenliste

### Übersicht
| Staffel | Episodenanzahl | Erstveröffentlichung USA | Erstveröffentlichung USA | Deutschsprachige Erstveröffentlichung | Deutschsprachige Erstveröffentlichung |
| Staffel | Episodenanzahl | Staffelpremiere          | Staffelfinale            | Staffelpremiere                       | Staffelfinale                         |
| ------- | -------------- | ------------------------ | ------------------------ | ------------------------------------- | ------------------------------------- |
| 1       | 18             | 9. Oktober 2019          | 15. April 2020           | 30. Juli 2020                         | 30. Juli 2020                         |
| 2       | 18             | 20. Januar 2021          | 2. Juni 2021             | 5. August 2021                        | 5. August 2021                        |
| 3       | 13             | 8. Oktober 2021          | 28. Januar 2022          |                                       |                                       |
| 4       | 13             | 31. Mai 2023             | 23. August 2023          |                                       |                                       |

### Staffel 1
| Nr. (ges.) | Nr. (St.) | Deutscher Titel                         | Originaltitel                      | Erstausstrahlung USA | Deutschsprachige Erstveröffentlichung (D) | Regie             | Drehbuch                                       |
| ---------- | --------- | --------------------------------------- | ---------------------------------- | -------------------- | ----------------------------------------- | ----------------- | ---------------------------------------------- |
| 1          | 1         | Dead Lucy                               | Pilot                              | 9. Okt. 2019         | 30. Juli 2020                             | Larry Teng        | Noga Landau & Josh Schwartz & Stephanie Savage |
| 2          | 2         | Die geheime Welt der alten Leichenhalle | The Secret of the Old Morgue       | 16. Okt. 2019        | 30. Juli 2020                             | Larry Teng        | Noga Landau                                    |
| 3          | 3         | Der Fluch des Nord-Ost-Sturms           | The Curse of the Dark Storm        | 23. Okt. 2019        | 30. Juli 2020                             | John Kretchmer    | Jesse Stern & Lisa Bao                         |
| 4          | 4         | Der verfluchte Ring                     | The Haunted Ring                   | 30. Okt. 2019        | 30. Juli 2020                             | Larry Teng        | Céline Geiger                                  |
| 5          | 5         | Der Fall des widerspenstigen Geistes    | The Case of the Wayward Spirit     | 6. Nov. 2019         | 30. Juli 2020                             | Claudia Yarmy     | Melinda Hsu Taylor & Katherine DiSavino        |
| 6          | 6         | Das Geheimnis der Todesmünzen           | The Mystery of Blackwood Lodge     | 13. Nov. 2019        | 30. Juli 2020                             | Amanda Row        | Alex Taub & Andrea Thornton Bolden             |
| 7          | 7         | Das Märchen vorm Sturz ins Meer         | The Tale of the Fallen Sea Queen   | 20. Nov. 2019        | 30. Juli 2020                             | Rebecca Rodriguez | Erika Harrison & Katie Schwartz                |
| 8          | 8         | Der Pfad der Schatten                   | The Path of Shadows                | 4. Dez. 2019         | 30. Juli 2020                             | Alexis Ostrander  | Jesse Stern                                    |
| 9          | 9         | Die verborgene Treppe                   | The Hidden Staircase               | 11. Dez. 2019        | 30. Juli 2020                             | Shannon Kohli     | Melinda Hsu Taylor                             |
| 10         | 10        | Die Kunst des Giftmischens              | The Mark of the Poisoner's Pearl   | 15. Jan. 2020        | 30. Juli 2020                             | Sydney Freeland   | Katherine DiSavino & Lisa Bao                  |
| 11         | 11        | Das Phantom der Bonny Scot              | The Phantom of Bonny Scot          | 22. Jan. 2020        | 30. Juli 2020                             | Ramsey Nickell    | Andrea Thornton Bolden & Katie Schwartz        |
| 12         | 12        | Die Lady aus Larkspur Lane              | The Lady of Larkspur Lane          | 29. Jan. 2020        | 30. Juli 2020                             | Greg Beeman       | Erika Harrison                                 |
| 13         | 13        | Das Flüster-Zimmer                      | The Whisper Box                    | 5. Feb. 2020         | 30. Juli 2020                             | Larry Teng        | Noga Landau & Alex Taub                        |
| 14         | 14        | Der ungebetene Gast                     | The Sign of the Uninvited Guest    | 26. Feb. 2020        | 30. Juli 2020                             | Amanda Row        | Katherine DiSavino                             |
| 15         | 15        | Der Schrecken von Horseshoe Bay         | The Terror of Horseshoe Bay        | 4. März 2020         | 30. Juli 2020                             | Katie Eastridge   | Jen Vestuto & Melissa Marlette                 |
| 16         | 16        | Die Heimsuchung der Nancy Drew          | The Haunting of Nancy Drew         | 11. März 2020        | 30. Juli 2020                             | Ruben Garcia      | Noga Landau & Katie Schwartz                   |
| 17         | 17        | Das Mädchen in dem Medaillon            | The Girl in the Locket             | 8. Apr. 2020         | 30. Juli 2020                             | Larry Teng        | Melinda Hsu Taylor & Lisa Bao                  |
| 18         | 18        | Das Gemälde des Kapitäns                | The Clue in the Captain's Painting | 15. Apr. 2020        | 30. Juli 2020                             | Ramsey Nickell    | Erika Harrison & Jesse Stern                   |

### Staffel 2
| Nr. (ges.) | Nr. (St.) | Deutscher Titel                           | Originaltitel                         | Erstausstrahlung USA | Deutschsprachige Erstveröffentlichung (D) | Regie            | Drehbuch                                           |
| ---------- | --------- | ----------------------------------------- | ------------------------------------- | -------------------- | ----------------------------------------- | ---------------- | -------------------------------------------------- |
| 19         | 1         | Die Suche nach dem Geist der Nacht        | The Search for the Midnight Wraith    | 20. Jan. 2021        | 5. Aug. 2021                              | Larry Teng       | Noga Landau & Melinda Hsu Taylor                   |
| 20         | 2         | Das Treffen der verlorenen Seelen         | The Reunion of Lost Souls             | 27. Jan. 2021        | 5. Aug. 2021                              | Eduardo Sanchez  | Andrea Thornton Bolden                             |
| 21         | 3         | Das Geheimnis des Talismans               | The Secret of Solitary Scribe         | 3. Feb. 2021         | 5. Aug. 2021                              | Rachel Raimist   | Alex Taub                                          |
| 22         | 4         | Das Schicksal des geheimnisvollen Kastens | The Fate of the Buried Treasure       | 10. Feb. 2021        | 5. Aug. 2021                              | Larry Teng       | Céline Geiger                                      |
| 23         | 5         | Die ertrunkene Frau                       | The Drowned Woman                     | 17. Feb. 2021        | 5. Aug. 2021                              | Larry Teng       | Noga Landau & Melinda Hsu Taylor                   |
| 24         | 6         | Das Rätsel der zerbrochenen Puppe         | The Riddle of the Broken Doll         | 24. Feb. 2021        | 5. Aug. 2021                              | Larry Teng       | Erika Harrison & Andrea Thornton Bolden            |
| 25         | 7         | Die Legende vom Mordhotel                 | The Legend of the Murder Hotel        | 10. März 2021        | 5. Aug. 2021                              | Roxanne Benjamin | Katherine DiSavino                                 |
| 26         | 8         | Die Jagd nach dem Spinnensaphir           | The Quest for the Spider Sapphire     | 17. März 2021        | 5. Aug. 2021                              | Roxanne Benjamin | Lisa Bao                                           |
| 27         | 9         | Der Deal mit dem Leichentuch              | The Bargain of the Blood Shroud       | 24. März 2021        | 5. Aug. 2021                              | Amanda Row       | Alex Taub                                          |
| 28         | 10        | Der Fluch der Feuerbraut                  | The Spell of the Burning Bride        | 31. März 2021        | 5. Aug. 2021                              | Amanda Row       | Jesse Stern                                        |
| 29         | 11        | Die Geißel der vergessenen Runen          | The Scourge of the Forgotten Rune     | 7. Apr. 2021         | 5. Aug. 2021                              | Kristin Lehman   | Katie Schwartz                                     |
| 30         | 12        | Die Spur des verschollenen Zeugen         | The Trail of the Missing Witness      | 14. Apr. 2021        | 5. Aug. 2021                              | Kristin Lehman   | Jen Vestuto & Melissa Marlette                     |
| 31         | 13        | Das Leuchtfeuer von Moonstone Island      | The Beacon of Moonstone Island        | 28. Apr. 2021        | 5. Aug. 2021                              | Ruben Garcia     | Céline Geiger                                      |
| 32         | 14        | Belagerung durch einen Unsichtbaren       | The Siege of the Unseen Specter       | 5. Mai 2021          | 5. Aug. 2021                              | Ramsey Nickell   | Andrea Thornton Bolden & Lisa Bao                  |
| 33         | 15        | Der himmlische Besucher                   | The Celestial Visitor                 | 12. Mai 2021         | 5. Aug. 2021                              | Ruben Garcia     | Melinda Hsu Taylor & Noga Landau & Cameron Johnson |
| 34         | 16        | Das Geheimnis der Gruft                   | The Purloined Keys                    | 19. Mai 2021         | 5. Aug. 2021                              | Jeff W. Byrd     | Jesse Stern & Katherine DiSavino                   |
| 35         | 17        | Befallen                                  | The Judgement of the Perilous Captive | 26. Mai 2021         | 5. Aug. 2021                              | Jeff W. Byrd     | Erika Harrison                                     |
| 36         | 18        | Das Echo der vergossenen Tränen           | The Echo of Lost Tears                | 2. Juni 2021         | 5. Aug. 2021                              | Amanda Row       | Noga Landau & Katie Schwartz                       |

### Staffel 3
| Nr. (ges.) | Nr. (St.) | Deutscher Titel | Originaltitel                        | Erstausstrahlung USA | Deutschsprachige Erstveröffentlichung (–) | Regie           | Drehbuch                                       |
| ---------- | --------- | --------------- | ------------------------------------ | -------------------- | ----------------------------------------- | --------------- | ---------------------------------------------- |
| 37         | 1         | –               | The Warning of the Frozen Heart      | 8. Okt. 2021         | –                                         | Amanda Row      | Noga Landau & Melinda Hsu Taylor               |
| 38         | 2         | –               | The Journey of the Dangerous Mind    | 15. Okt. 2021        | –                                         | Amanda Row      | Celine Geiger & Andrea Thornton Bolden         |
| 39         | 3         | –               | The Testimony of the Executed Man    | 22. Okt. 2021        | –                                         | Shannon Kohli   | Jesse Stern                                    |
| 40         | 4         | –               | The Demon of Piper Beach             | 29. Okt. 2021        | –                                         | Clara Aranovich | Erika Harrison & Katharine DiSavino            |
| 41         | 5         | –               | The Vision of the Birchwood Prisoner | 5. Nov. 2021         | –                                         | Ruben Garcia    | Melinda Hsu Taylor & Leilani Terrell           |
| 42         | 6         | –               | The Myth of the Ensnared Hunter      | 12. Nov. 2021        | –                                         | Ruben Garcia    | Lisa Bao                                       |
| 43         | 7         | –               | The Gambit of the Tangled Souls      | 19. Nov. 2021        | –                                         | Larry Teng      | Jen Vestuto & Melissa Marlette                 |
| 44         | 8         | –               | The Burning of the Sorrows           | 3. Dez. 2021         | –                                         | Larry Teng      | Noga Landau & Josh Schwartz & Stephanie Savage |
| 45         | 9         | –               | The Voices in the Frost              | 10. Dez. 2021        | –                                         | Scott Wolf      | Katherine DiSavino                             |
| 46         | 10        | –               | The Confession of the Long Night     | 7. Jan. 2022         | –                                         | Larry Teng      | Andrea Thornton Bolden                         |
| 47         | 11        | –               | The Spellbound Juror                 | 14. Jan. 2022        | –                                         | Larry Teng      | Céline Geiger                                  |
| 48         | 12        | –               | The Witch Tree Symbol                | 21. Jan. 2022        | –                                         | Larry Teng      | Erika Harrison                                 |
| 49         | 13        | –               | The Ransom of the Forsaken Soul      | 28. Jan. 2022        | –                                         | Larry Teng      | Noga Landau & Alex Taub                        |

## Spin-off
Im Oktober 2020 wurde die Produktion der Serie Tom Swift, die auf der gleichnamigen Figur basiert, bekanntgegeben. Dabei soll die Rolle im Laufe der zweiten Staffel von Nancy Drew eingeführt werden. Die titelgebende Hauptrolle übernimmt Tian Richards, der sein Debüt in Folge 15 der zweiten Staffel feierte. Im August 2021 bestellte The CW eine erste Staffel, die ab dem 31. Mai 2022 auf dem Sender ausgestrahlt werden soll.